# Shooting☆Smile
「Shooting☆Smile」（シューティング・スマイル）は、ゆいかおりの4枚目のシングル。2011年4月6日にキングレコードから発売された。

## 概要
初回限定盤と通常盤の2形態で販売され、前者には「Shooting☆Smile」のPVを収録したDVDが同梱されている。また、オンラインゲーム『トイ・ウォーズ』のゲーム内アイテムチケット1枚が封入されている。
表題曲「Shooting☆Smile」はオンラインゲーム『トイ・ウォーズ』オープニングテーマとして、カップリング曲「CUE the Future 〜「Q」のテーマ〜」はゆいかおり主演の舞台『Q-あなたはだぁれ?-』のエンディングテーマとして使用された。PV撮影は埼玉スタジアム2002のエントランスホールで行われている。
サビのダンスでは、トイ・ウォーズとシンクロしており、筋肉を駆使して動きを止めるなど、ロボットに似せた動きをしている。このため一般的なPVに見られる様な激しい動きがなく、2パターンのポーズしかないため容易に真似する事が可能となっている。

## チャート成績
2011年4月18日付のオリコン週間シングルチャートで57位を獲得。初動売上は1098枚を記録し、前作から128枚増加した。デイリーチャートでは4月5日付では圏外だったが、4月6日付で最高位の50位を獲得した。

## 収録曲
全作詞：前山田健一
1. Shooting☆Smile [3:51]
作曲：俊龍、編曲：Sizuk
  - オンラインゲーム『トイ・ウォーズ』オープニングテーマ

小倉曰く「大切な人のために、ゆいかおりが"がんばっちゃうぞぉ! 戦っちゃうぞぉ!"と言う強いメッセージが込められた楽曲」[3]
2. CUE the Future 〜「Q」のテーマ〜 [3:31]
作曲・編曲：前山田健一
  - 舞台『Q-あなたはだぁれ?-』エンディングテーマ

小倉によれば、「希望に向かって一緒に走り出そう!」と言うメッセージが込められた明るくてキラキラした楽曲であるという[4]
3. Shooting☆Smile （off vocal ver.）
4. CUE the Future 〜「Q」のテーマ〜（off vocal ver.）

DVD（初回限定盤のみ）
1. Shooting☆Smile（MUSIC CLIP）

## 収録アルバム
| 曲名           | 収録アルバム | 発売日        |
| -------------- | ------------ | ------------- |
| Shooting☆Smile | 『Puppy』    | 2011年9月21日 |